# Victor Nicolaus Andræ
Victor Nicolaus Andræ (23. august 1844—19. juni 1923) var en overretsassesor. Han var søn af stats- og finansminister Carl Georg Andræ og hustruen Hansine Pauline, født Schack.